# Scorțeni (Telenești)
Scorțeni è un comune della Moldavia situato nel distretto di Telenești di 2.499 abitanti al censimento del 2004.